# Факир, Абдул
Абдул «Дюк» Факир (англ. Abdul «Duke» Fakir; 26 декабря 1935, Детройт, штат Мичиган — 22 июля 2024, там же) — американский певец, первоначальный участник музыкальной группы Four Tops. Член Зала Славы рок-н-ролла.

## Биография
Факир родился в 1935 году в Детройте, штат Мичиган. Имеет корни из Эфиопии и Бангладеш.
Посещал Детройтскую Среднюю школу Першинга, увлекался футболом, на одном из матчей познакомился с молодым певцом Леви Стаббсом.
Группа Four Tops, первоначально «The Four Aims», была сформирована на одной из вечеринок друзей в составе: Леви Стаббса, Лоренса Пэйтона, Риналдо "Оби" Бенсона и самого Факира в 1953 году.
В 1966 году одна из популярных песен группы «Reach Out I’ll Be There» попала на вершину чартов. В том же году Four Tops попала в список «100 лучших артистов всех времён» журнала Billboard.
Факир был последним живым участником оригинальной группы Four Tops.
Умер от сердечной недостаточности в своём доме в Детройте 22 июля 2024 года в возрасте 88 лет.